# Ateneo Popular de Santander

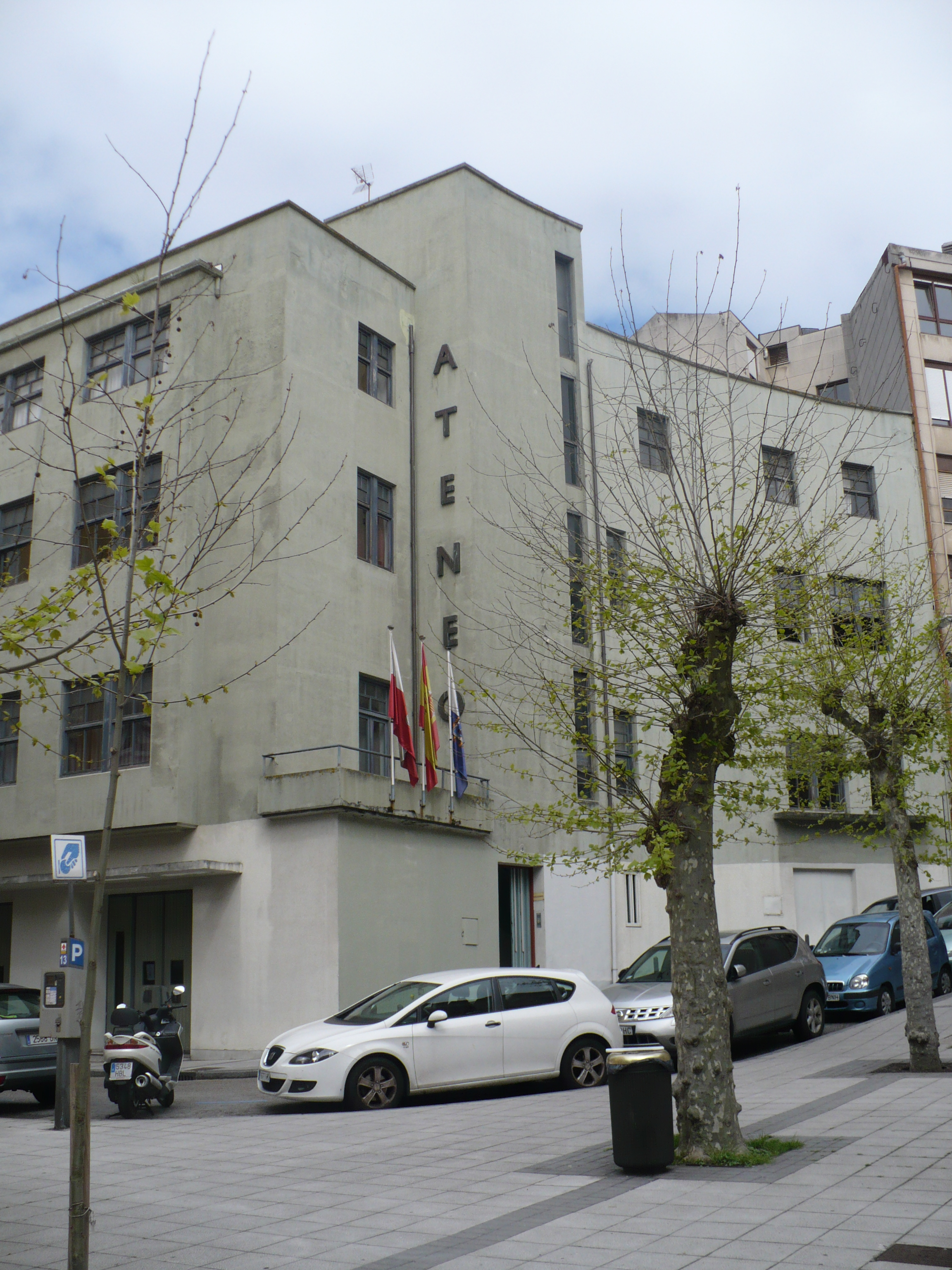
La antigua sede del Ateneo Popular de Santander desde enero hasta agosto de 1937, en la actualidad.

El Ateneo Popular de Santander fue fundado en 1925 y desapareció con la entrada de las tropas franquistas en Santander el 27 de agosto de 1937.
A lo largo de los doce años de existencia creó un entramado sociocultural que ha dejado profundas
huellas en la vida santanderina. De entre todas ellas hay una que es material y perdura, el edificio que construyó para su sede social y fue inaugurado en enero de 1937. Está situado en la esquina de la calle Pedrueca con Gómez Oreña y en la actualidad acoge al Ateneo de Santander en las dos primeras plantas y al Centro de Estudios Montañeses en la tercera. Los planos son obra del arquitecto Deogracias Mariano Lastra que era también el presidente del Ateneo Popular.

## Presidentes
La lista de presidentes no es muy larga, aunque sí es cierto que comenzó con una cierta inestabilidad, que posteriormente se fue corrigiendo.
| Presidente                  | Fecha elección           |
| --------------------------- | ------------------------ |
| Maximiliano Fernández Alaña | 5 de julio de 1925       |
| Justo Solórzano Temiño      | 13 de septiembre de 1925 |
| Manuel Llano                | 12 de enero de 1926      |
| Luciano Malumbres           | 9 de julio de 1926       |
| Deogracias Mariano Lastra   | 16 de febrero de 1928    |

## Sedes
Las sedes fueron cambiando a medida que crecía el número de socios y aumentaba la necesidad de espacio para las distintas actividades que se llevaban a cabo cada día.
| Instalación        | Dirección               |
| ------------------ | ----------------------- |
| Julio de 1925      | C/Magallanes, 2         |
| Septiembre de 1925 | C/Ruamayor, 4           |
| Agosto de 1926     | C/Cuesta de las Cadenas |
| Junio de 1927      | C/Compañía, 11          |
| Octubre de 1928    | C/Lepanto, 5            |
| Febrero de 1937    | C/Gómez Oreña, 5        |